# 5393 Goldstein
5393 Goldstein è un asteroide della fascia principale. Scoperto nel 1986, presenta un'orbita caratterizzata da un semiasse maggiore pari a 2,3369688 UA e da un'eccentricità di 0,1261380, inclinata di 5,29034° rispetto all'eclittica.